# Димитър Станчев (предприемач)
Димитър Станчев е музикант  и предприемач.
Продуцент е на популярната през 90-те телевизионна игра Супершоу Невада. През 2005 г. е директор в българската версия на риалити шоуто „Стар академи“. Твърди се, че е хомосексуален. 

## Биография
Димитър Станчев е роден в София на 26 март 1954 г. През 1980 г. успява да избяга в Канада. Връща се през 1992 г. и се заема с бизнес с недвижими имоти и износ на българска минерална вода Невестино за Канада и САЩ. След това започва да прави Супершоу „Невада“, това го позиционира като един от най-успешните телевизионни продуценти в България. Инвестира в недвижими имоти и строителство. От 2005 година инвестира във Възобновяеми енергийни източници.
Женен е за своята дългогодишна приятелка Ася Станчева, тв. водеща на Супершоу „Невада“ и Шоу „Такси“. Двамата имат трима синове.